# Sozialgericht Darmstadt

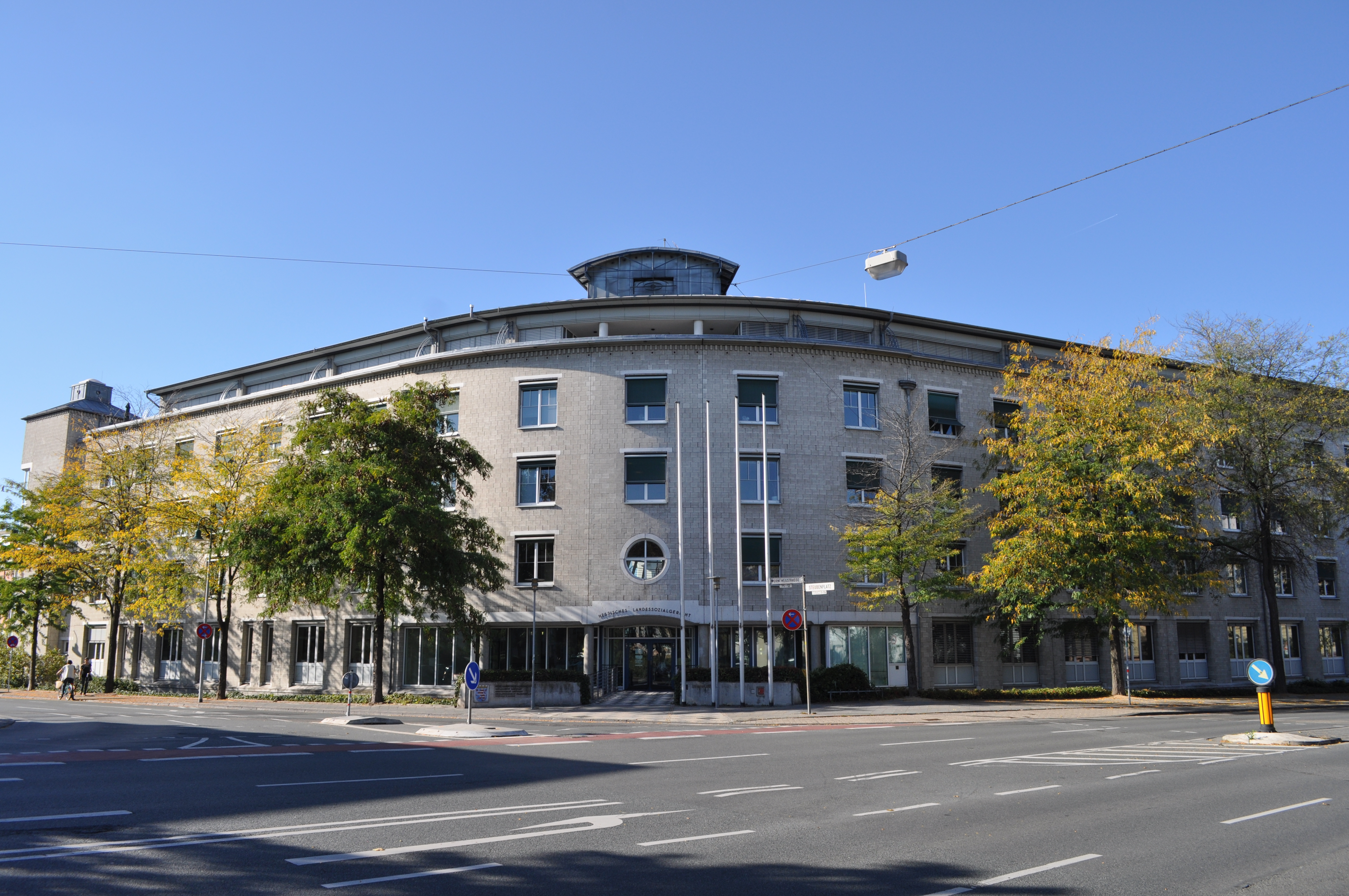
Gebäude des Sozialgerichtes

Das Sozialgericht Darmstadt ist ein Gericht der Sozialgerichtsbarkeit. Das Gericht ist eines von sieben Sozialgerichten in Hessen und hat seinen Sitz in Darmstadt. Direktor des Gerichts Henning Müller.

## Gerichtsgebäude
Das Gerichtsgebäude des Sozialgerichts Darmstadt befindet sich am Steubenplatz 14. Es wird gemeinsam mit dem Hessischen Landessozialgericht und dem Arbeitsgericht Darmstadt genutzt.

## Gerichtsbezirk und übergeordnete Gerichte
Das Sozialgericht Darmstadt ist örtlich für die kreisfreien Städte Darmstadt und Offenbach, den Landkreis Bergstraße, den Landkreis Darmstadt-Dieburg, den Landkreis Groß-Gerau, den Odenwaldkreis sowie den Landkreis Offenbach zuständig. Die sachliche Zuständigkeit ergibt sich aus dem Sozialgerichtsgesetz.
Auf Landesebene ist das Hessische Landessozialgericht das übergeordnete Gericht. Diesem ist wiederum das Bundessozialgericht, in Kassel angesiedelt, übergeordnet.